# Umbelligerus woldai
Umbelligerus woldai är en insektsart som beskrevs av Albino Morimasa Sakakibara 1981. Umbelligerus woldai ingår i släktet Umbelligerus och familjen hornstritar. Inga underarter finns listade i Catalogue of Life.